# Cosmos (geslacht)
Cosmos is een geslacht uit de composietenfamilie (Asteraceae of Compositae).
Volgens de Flora of North America en de Flora of China bestaat het geslacht uit circa 26 soorten. The Plant List accepteert 39 soortnamen.
Het geslacht bestaat uit eenjarigen, vaste planten en dwergstruiken. De soorten komen van nature voor in tropisch en subtropisch Amerika, met name in Mexico. Elders zijn de planten verwilderd. Een aantal soorten wordt als tuinplant gekweekt.

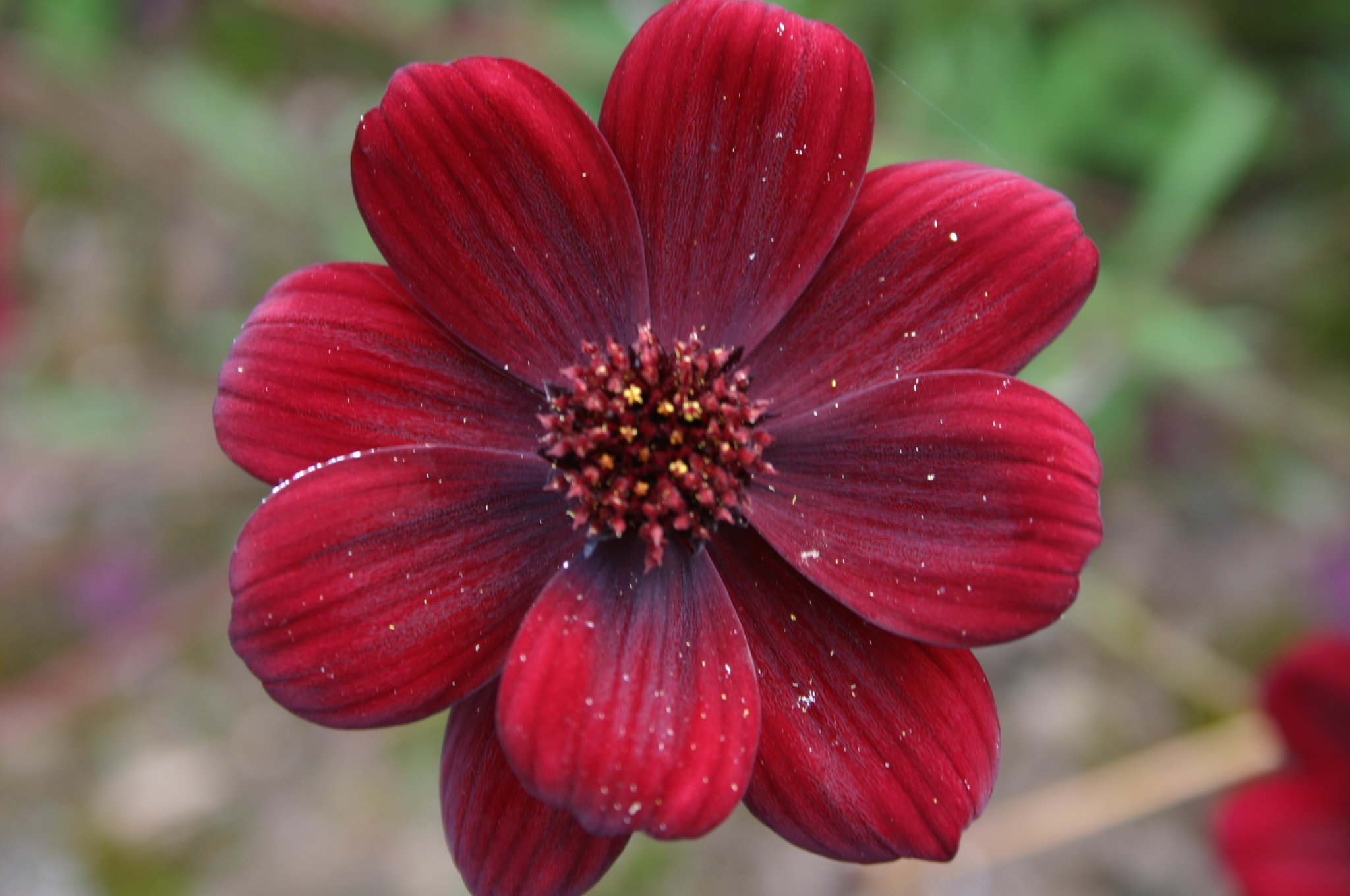
Cosmos atrosanguineus
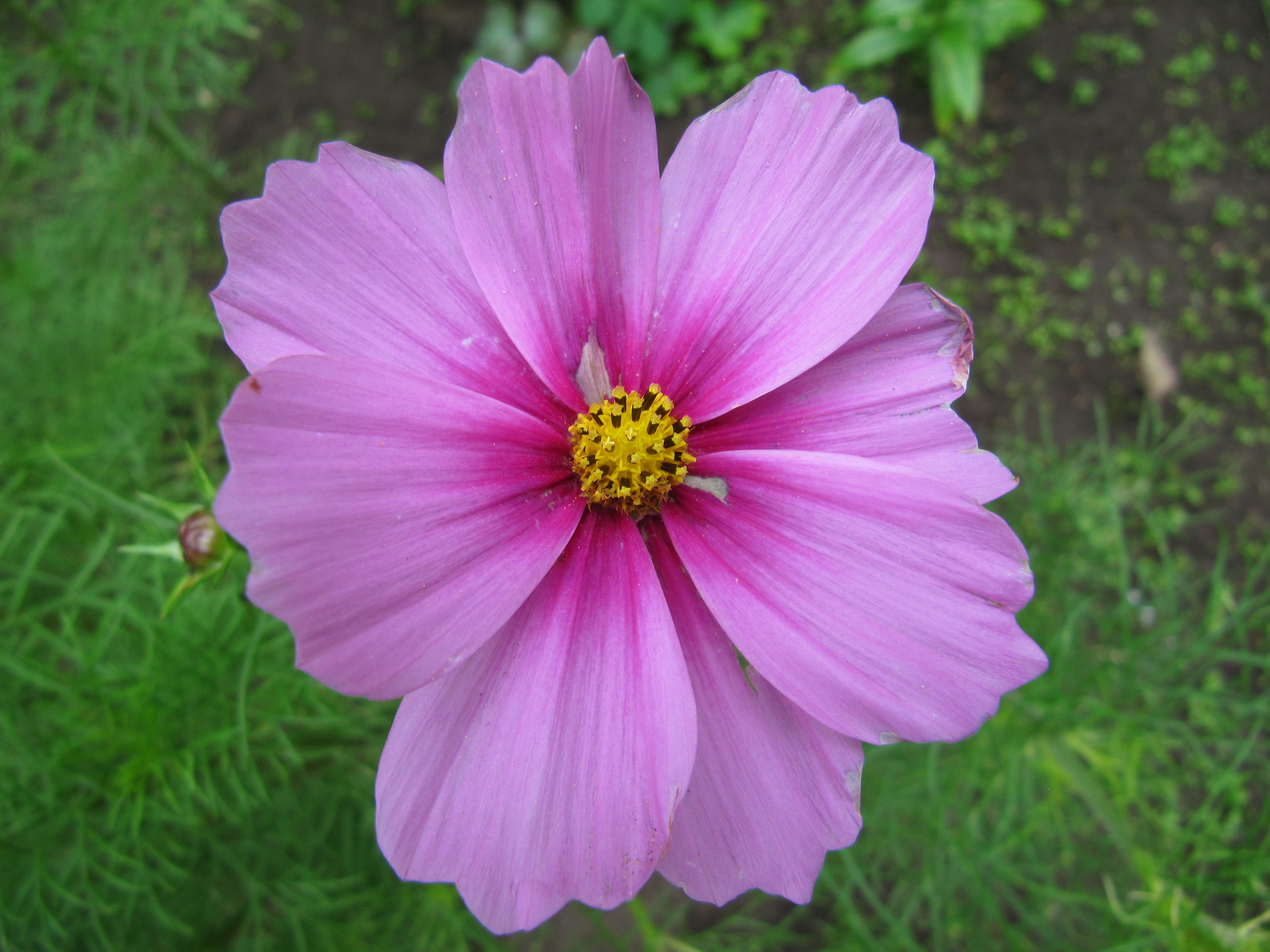
Cosmos bipinnatus
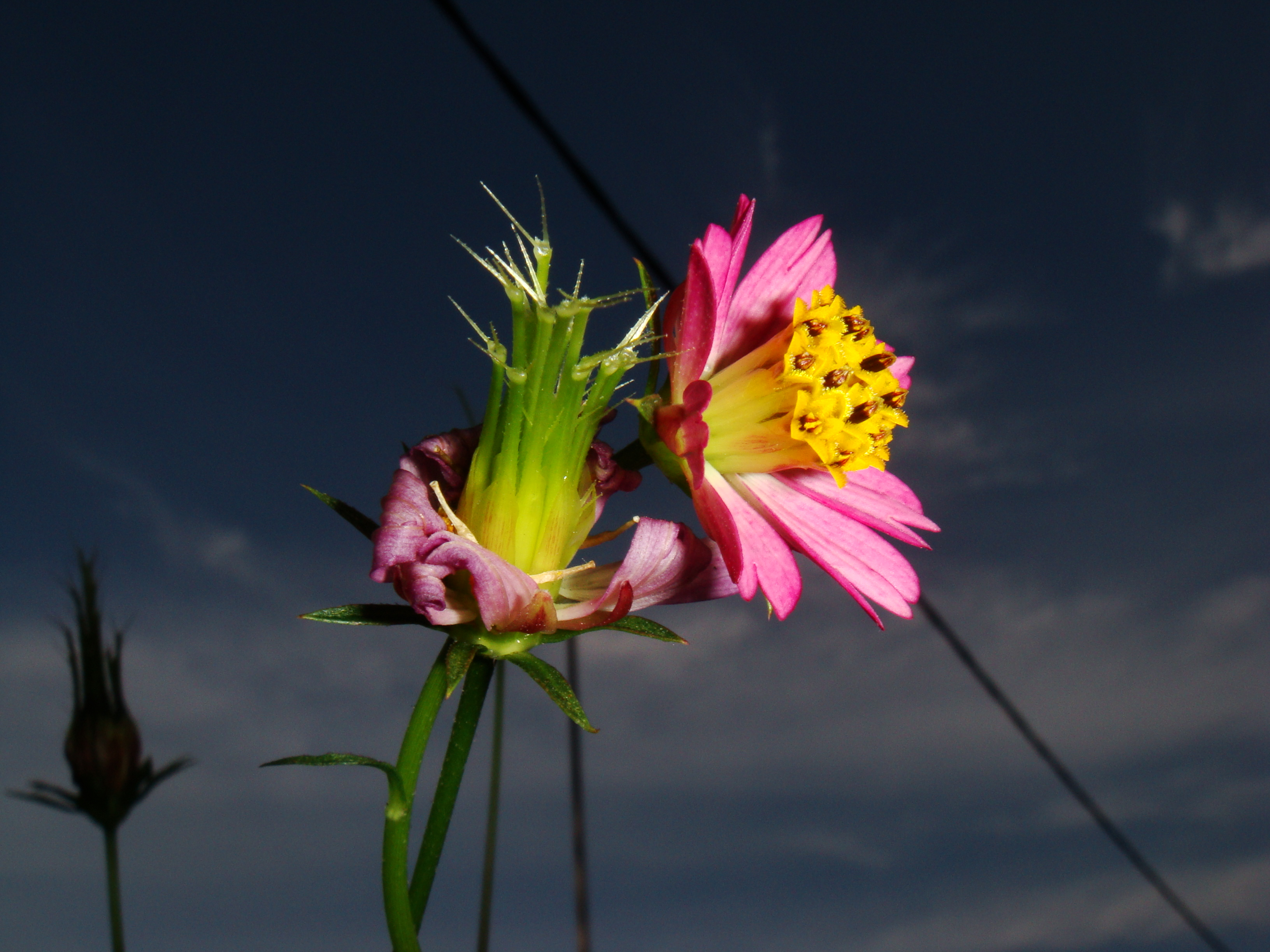
Cosmos caudatus